# День Благословенного дождя
День Благословенного дождя — праздник в Бутане по случаю окончания сезона муссонов. В этот день все реки и озёра считаются освящёнными, и людям предлагается искупаться в них, чтобы очиститься от «плохих дел, препятствий и скверны», а также накопленной плохой кармы. Семьи традиционно собираются во время завтрака, чтобы съесть кашу thup. Праздник также знаменует собой окончание сельскохозяйственных работ и начало сезона урожая.
В этот день не работают все государственные учреждения и школы.
Наиболее благоприятный час для омовения определяют астрологи на службе у Дже Кхенпо, главного священнослужителя страны. Они используют бутанский лунный календарь (который по существу является тибетским лунным календарём), но точный метод расчёта не был раскрыт. В 2004 году они определили, что благоприятное время наступит 22 сентября в 16:00. Люди, которые не могут искупаться в это время, часто встают на рассвете для свежего утреннего омовения.
В 2005 году День Благословенного дождя выпал на 23 сентября, а в 2006 году — на 24 сентября.
Существуют различные романизированные варианты названия праздника, включая Thrue-Bab, Thrie-Bab и Thri-Bab.